# سانت غرمنس (كورنوال)
سانت غرمنس (بالإنجليزية: St Germans, Cornwall)‏ هي قرية و أبرشية مدنية تقع في المملكة المتحدة في إنجلترا. يقدر عدد سكانها بـ 1,460 نسمة .

## أعلام
- كيث ديفيس